# Halfdan de Dublín
Halfdan (irlandès: Alband) va ser un cabdill nòrdic-gaèlic, monarca viking del regne de Dublín durant un breu període a la segona meitat del segle IX. Segons algunes fonts històriques, Halfdan era un quart germà, dels tres reis de Dublín que esmenta els Annals fragmentaris d'Irlanda: Auisle, Amlaíb Conung e Ivar de Dublín. Possiblement va co-regnar amb el fill del rei Auisle Mac Auisle, el nom propi del qual no apareix a les cròniques, durant les absències d'Halfdan en campanyes vikingues.

Els Annals d'Ulster [875] esmenten que va arribar al poder assassinant l'anterior rei de Dublín Eystein Olafsson:
| « | Oistín fill d'Amlaíb, rei dels escandinaus, va ser traït i mort per Albann. | » |